# Теорема Сэвича
Теорема Сэвича (1970):
NSPACE(f(n)) ⊆ DSPACE(f²(n)).
То есть, если недетерминированная машина Тьюринга может решить проблему используя f(n) памяти, то детерминированная машина Тьюринга сможет это сделать за квадрат памяти.

## Следствия
- PSPACE = NPSPACE
- NL ⊆ L²

### Практическое применение
- Одним из примеров практического применения Теоремы Сэвича является технология “Space-time tradeoff” - "выбор оптимального соотношения памяти и времени".